# David Morabito
Pour les articles homonymes, voir Morabito.
David Morabito (né le 29 avril 1987 à Fréjus) est un entraîneur français de basket-ball.

## Biographie

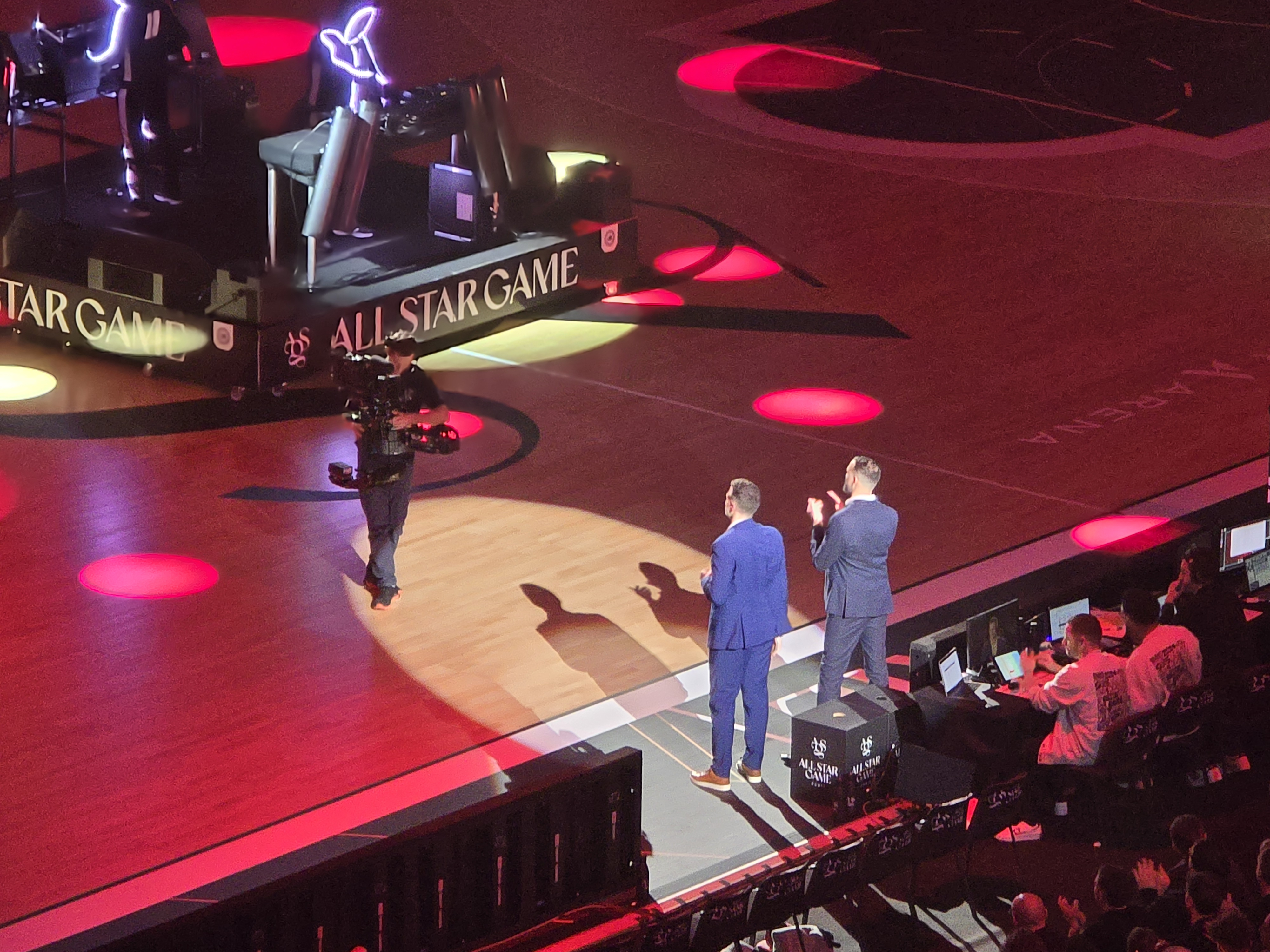
Fabrice Lefrançois et David Morabito présentés lors du All-Star Game LNB 2024.

Il a joué au poste de meneur pour le Stade lorrain université club Nancy basket et les Sharks d'Antibes. Il mesure 1,80 m.
Il est l'entraineur du centre de formation puis entraîneur assistant de l'équipe des Sharks d'Antibes de 2008 à 2017. En 2017, Il retourne au Stade lorrain université club Nancy basket pour en devenir le responsable du centre de formation. En 2019, il rejoint l'Abeille des Aydes Blois Basket comme entraîneur assistant et responsable du centre de formation. Depuis février 2024, il est l'entraîneur de l'équipe professionnelle de l'Abeille des Aydes Blois Basket succédant ainsi à Mickaël Hay.
En parallèle il a été entraineur adjoint en équipe de France jeune, participant notamment à trois championnats d'Europe et deux championnats du monde.

## Palmarès
Il a été Champion de France Espoirs Pro B en 2022 et élu meilleur coach par ses pairs en 2024 en Espoirs Elite.
Lors du All-Star Game LNB 2024, il est l'entraîneur assistant de l'équipe « Monde », aux côtés de Fabrice Lefrançois.